# Nordlappland

Lage der Verwaltungsgemeinschaft Nordlappland in Finnland

Nordlappland (finnisch Pohjois-Lappi, nordsamisch Davvi-Lappi) ist der Name einer von sechs Verwaltungsgemeinschaften (seutukunta) in der finnischen Landschaft Lappland. Sie umfasst den dünn besiedelten Nordosten Lapplands. Zur Verwaltungsgemeinschaft Nordlappland gehören die Gemeinden Inari, Sodankylä und Utsjoki. Die drei Gemeinden haben zusammen eine Einwohnerzahl von etwa 17.500 Einwohnern, bei einer Gesamtfläche von 35.108 km² macht das eine Einwohnerdichte von 0,5 Einwohnern pro Quadratkilometer.